# Love Never Felt So Good
Love Never Felt So Good est une chanson coécrite par Michael Jackson et Paul Anka en 1983 et qui a connu différentes adaptations.

## Version de Johnny Mathis
Peu après la composition de Love Never Felt So Good, Paul Anka l'envoya à Johnny Mathis qui accepta de la reprendre. La mélodie fut conservée, mais les paroles et certaines parties furent modifiées par Anka et Kathleen Wakefield. La chanson sortit sous le même titre sur l’album A Special Part Of Me (1984) de Johnny Mathis.

## Versions de Michael Jackson
Singles de Michael Jackson
Behind The Mask
(2011) A Place with No Name
(2014)
Une maquette (ou démo) fut enregistrée en 1980 par Michael Jackson avec Paul Anka au piano. La pièce s'est répandu sur internet en 2006, dans une version de basse qualité, puis en 2010 dans une version de bien meilleure qualité. Elle a été incluse sur l'édition deluxe de l’album Xscape en 2014. Cet album contenait en fait un total de trois versions réarrangées. Les deux autres versions, qui feront l'objet d'une sortie en simple, est pour l'une avec Michael Jackson en solo, et pour l'autre, assez similaire, en duo avec Justin Timberlake.

### Sortie
Le 30 avril 2014, il a été révélé que Love Never Felt So Good serait dévoilé aux iHeartRadio Music Awards le 1er mai 2014 en tant que premier single d'Xscape. Le single sortit le lendemain aux États-Unis.

### Réception
Le titre fut globalement bien reçu par la critique. Surpris par la qualité de la chanson, Aisha Harris du magazine Slate a écrit que la version de Timberlake « sonne comme un morceau de l'album Off the Wall » et a ajouté : « si les producteurs vont sortir plus de musique MJ, espérons qu'elle continuera à sonner aussi bien ». Jon O'Brien de Yahoo! a commenté : « L'âme disco chic de ce single aurait pu facilement être levée de Off the Wall ou Thriller ». 
Love Never Felt So Good se plaça dans le Top 10 de dix-huit classements musicaux à travers le monde (no 2 en France), dont quelques premières places comme en Irlande ou en Israël. Le 31 mai 2014, le titre atteignit la neuvième place au Billboard Hot 100 ce qui permet à Michael Jackson de devenir à titre posthume le premier artiste à avoir placé au moins un single dans le Top 10 dans ce classement sur cinq décennies (six avec les Jackson 5).

### Liste des versions
- Disque monoplage / téléchargement

1. Love Never Felt So Good – 3:54
2. Love Never Felt So Good (avec Justin Timberlake) – 4:05

- Téléchargement

1. Love Never Felt So Good (Fedde le Grand remix) – 4:43

- Digital EP[4]

1. Love Never Felt So Good (DM-FK Classic Tribute Mix) – 8:23
2. Love Never Felt So Good (DM Classic Radio Mix) – 4:11
3. Love Never Felt So Good (DM Epic Dub) – 7:54
4. Love Never Felt So Good (DM Red Zone Dub) – 6:52

- Vidéoclips

1. Love Never Felt So Good (Official Video) – 3:57
2. Love Never Felt So Good (avec Justin Timberlake) (Official Video) – 4:07

## Divers
- La chanson est la seconde collaboration entre Jackson et Anka à sortir depuis la mort de Michael Jackson en 2009, la première étant This is it.
- En 2018, Drake utilise pour son titre Don't Matter to Me des extraits vocaux inédits de 1983 entre Jackson avec Anka, tirés de la même session d'enregistrement que pour Love Never Felt So Good et This Is It.